# Noc na Zemi
Noc na Zemi (Night on Earth) je nezávislý americký povídkový film z roku 1991, jehož režisérem byl Jim Jarmusch. Film se odehrává v taxících pěti světových měst: Los Angeles, New York, Paříž, Řím a Helsinki.

## Povídky

### Los Angeles
| Gena Rowlands       | Victoria Snelling |
| Winona Ryder        | taxikářka Corky   |
| Alan Randolph Scott | rockový hudebník  |
| Anthony Portillo    | rockový hudebník  |
| Lisane Falk         | rocková manažerka |

### New York
| Armin Mueller-Stahl | taxikář a pasažér Helmut Grokenberger |
| Ricardo Esposito    | pasažér a taxikář YoYo                |
| Rosie Perez         | Angela                                |
| Richard Boes        | taxikář 1                             |

### Paříž
| Isaach De Bankolé  | taxikář                       |
| Béatrice Dalle     | slepá pasažérka               |
| Pascal N'Zonzi     | Pascal N'Zonzi, pasažér       |
| Emile Abssolo M'bo | Emile Abssolo M'bo, pasažérka |
| Stéphane           | člověk u nehody               |
| Noel Kaufmann      | muž na motocyklu              |

### Řím
| Roberto Benigni                  | taxikář Gino     |
| Donatela Servadi                 | dispečerka       |
| Paolo Bonacelli                  | kněz             |
| Gianni Schettino                 | travestita       |
| Antonio Ragusa                   | travestita       |
| Nicola Facola a Camilla Bergnoni | milenci          |
| Romolo Di Biasi                  | rozzlobený řidič |

### Helsinki
| Matti Pellonpää  | taxikář Mika   |
| Eija Vilpas      | dispečer       |
| Kari Väänänen    | pasažér        |
| Sakari Kuosmanen | pasažér        |
| Tomi Salmela     | pasažér        |
| Jaakko Talaskivi | tovární dělník |
| Kaus Haydemann   | tovární dělník |

## Ocenění filmu
- Cena nezávislého ducha (Independent Spirit Award) za nejlepší kameru (Frederik Elmes), Santa Monica, USA, 1993